# Game Show Network
Game Show Network (anteriormente conocido como GSN) es un canal en televisión por cable estadounidense que está dedicado a concursos de televisión y juegos de casino. El canal se estrenó en el 1 de diciembre de 1994. Su eslogan es The World Needs More Winners (El mundo necesita más ganadores). El canal está actualmente disponible en aproximadamente 75,000,000 casas en los Estados Unidos. y Canadá, y es propiedad de DirecTV al igual que Sony Pictures Television.

## Historia
El 7 de mayo de 1992, Sony Pictures Entertainment unió fuerzas con United Video Satellite Group para lanzar Game Show Channel, que estaba programado para comenzar en 1993. El anuncio del canal fue hecho por el presidente de SPE, Mel Harris. Las participaciones de Sony Pictures incluían las de Merv Griffin Enterprises y Barris Industries, Inc. SPE competía con The Family Channel de International Family Entertainment en el lanzamiento de un canal orientado a programas de concursos cuando The Family Channel anunció el lanzamiento de su propio servicio llamado Game Channel.
Game Show Network se estrenó el 1 de diciembre de 1994. El primer concurso emitido por el canal fue Match Game '73. Desde 1994 hasta 1997, el canal emitió concursos clásicos estrenados antes de 1972, al igual que concursos estrenados después de 1972 (principalmente de la biblioteca de Mark Goodson y Bill Todman). El canal emitió concursos televisivos en un ciclo de 24 horas, y también usó programación intersticial en vivo para liar alrededor de los concursos.
En 2001, GSN experimentó un cambio enorme en sus líderes y su programación cuando Liberty Media adquirió un mitad del canal. El presidente, Michael Fleming, y el vicepresidente, Jake Tauber, fueron despedidos, y el antiguo presidente de FOX Family, Rich Cronin, era contratado como el jefe del canal.
El 15 de marzo de 2004, retiró el nombre Game Show Network de uso en el aire, e introdujo el eslogan "The Network for Games" (El Canal para Juegos). Sin embargo, GSN continúa usar el nombre corporativo "Game Show Network, LLC" como un titular de copyright para su programación original, su sitio web, y sus comunicados de prensa.
David Goldhill sucedió a Rich Cronin como presidente de GSN el 1 de agosto de 2007.
Se lanzó una transmisión simultánea de alta definición de la red el 15 de septiembre de 2010.
En marzo de 2011, DirecTV (que en ese momento se había hecho cargo de la participación del 65% de Liberty Media en la red) vendió una participación del 5% en la red a Sony Pictures Entertainment. Aunque DirecTV seguía siendo nominalmente el propietario mayoritario, había cedido el control de la red a Sony y tenía derecho a obligar a esta a aumentar su participación en GSN al 58%. El 8 de noviembre de 2012, DirecTV vendió una participación del 18% en GSN a Sony. GSN se asoció con Vubiquity para lanzar "GSN On Demand" el 15 de agosto de 2013.
En abril de 2017, David Goldhill renunció después de casi 10 años como presidente de GSN, el mandato más largo de cualquier presidente hasta la fecha. Fue sucedido por Mark Feldman en agosto de 2017.
A partir de noviembre de 2017, la cadena se referiría a sí misma en las promociones por su nombre completo. El 1 de octubre de 2018, la red volvió oficialmente a usar su nombre completo e introdujo un nuevo logotipo para coincidir con el regreso a su marca original. 
La participación de DirecTV en Game Show Network se trasladaría a AT&T cuando adquirió el servicio en 2015.  El 18 de noviembre de 2019, se anunció que Sony había adquirido la participación del 42% de AT&T y, por lo tanto, reasumió la propiedad total de GSN.  Una lista de calificaciones de Nielsen de 2020 publicada por Variety indicó que Game Show Network promedió 432,000 espectadores en horario de máxima audiencia, un 6% más que el promedio de 2019.

## Programación
GSN ha producido varios series originales, incluyendo manzanas de concursos clásicos, programas de entrevistas con productores, concursantes, personalidades, y aficionados de concursos, programas a micrófono abierto, y concursos tradicionales (incluyendo reposiciones de concursos antiguos). También ha emitido un acontecimiento especial que hace homenaje a los 50 mejores concursos televisivos de todos los tiempos.

### Programación sindicada
GSN ha emitido reposiciones de programación sindicada de varios fuentes, principalmente FremantleMedia y Sony.
De FremantleMedia, el canal autorizó Match Game, Family Feud, Password, y Card Sharks. Hasta 2009, GSN autorizó la entera biblioteca de Mark Goodson y Bill Todman, incluyendo tales programas como What's My Line?, I've Got a Secret, To Tell the Truth, Beat the Clock, etc.
GSN también ha emitido programación de la biblioteca de Sony Pictures Television, incluyendo programación desde los siguientes ejemplos:
- Barris Industries: The Dating Game, The Newlywed Game, y todos los episodios de The Gong Show excepto por los de Gary Owens.
- Barry & Enright Productions: La versión sindicada de Tic-Tac-Dough, episodios de The Joker's Wild producidos entre 1972 y 1986, y la versión sindicada de Break the Bank.
- Merv Griffin Enterprises: Headline Chasers, Jeopardy!, y todas las versiones de Wheel of Fortune con excepción de las versiones de Rolf Benirschke y Bob Goen.
- Stewart Tele Enterprises: La versión sindicada de Jackpot y todas las encarnaciones sobrevivientes de Pyramid, con excepción de The $50,000 Pyramid y The $100,000 Pyramid.
- Columbia Pictures Television: Dealer's Choice, The Diamond Head Game, y The Fun Factory.
- 2waytraffic: That's the Question.

En octubre de 2003, GSN adquirió los derechos de emisión para Who Wants to Be a Millionaire? a Buena Vista Television (ahora Disney-ABC Domestic Television).
Los concursos clásicos más famosos previamente emitidos regularmente en GSN incluyen The Price Is Right, The Joker's Wild, Tattletales, Hollywood Squares, The Dating Game, y diversos versiones de Pyramid.